# Релапс
Релапс или рецидив в медицината е състояние, което се случва отново на пациента, след като е било преживяно вече в миналото. Релапсът може да бъде клинично или физиологично състояние като депресия, хранително разстройство, шизофрения, биполярно разстройство, множествена склероза, рак или връщане към употреба на медикамент, наркотик, алкохол или друго вещество, към което има предходна зависимост.
В контекста на прогресиращо заболяване релапсът е край на състоянието на ремисия.